# Atollo Lhaviyani
L'atollo Lhaviyani è un atollo delle Maldive. È presente un'isola industriale, con fabbriche per l'inscatolamento del tonno, a Felivaru.

## Isole abitate
Hinnavaru, Kurendhoo, Maafilaafushi, Naifaru. Olhuvelifushi.